# Hans-Peter Fischer
Hans-Peter Fischer (Friburgo de Brisgovia, 10 de julio de 1961) es un sacerdote católico alemán. Es prelado auditor del Tribunal de la Rota Romana desde 2017. Entre el 2010 y el 2022 se desempeñó como rector de la Archicofradía de Nuestra Señora de los Dolores de los Alemanes y Flamencos en el Vaticano y rector del Pontificio Colegio Teutónico de Santa María en el Cementerio Teutónico

## Biografía
Hans-Peter Fischer nació en Friburgo de Brisgovia. Se graduó en 1982 e inició inmediatamente la formación sacerdotal. Cursó los estudios filosóficos en la Universidad de Friburgo y luego hizo en 1984 un año de intercambio en la Pontificia Universidad Gregoriana, siempre dentro del marco de su formación al presbiterado. El arzobispo Oskar Saier lo ordenó diácono en diciembre de 1987 y seis meses después, en mayo de 1988, presbítero. 
En 1995 se doctoró en historia de la Iglesia por la Universidad de Friburgo y estudió de 1997 a 2001 la licenciatura en Derecho canónico en la Universidad de Múnich. Durante sus estudios en Múnich fue admitido en el convicto eclesiástico "Herzogliches Georgianum".

## Ministerio sacerdotal
Hans-Peter Fischer se desempeñó como diácono en Durlach. De 1989 a 1991 fue vicario en Gottmadingen y de 1992 a 1995 en Bollschweil, St. Ulrich, y en Sölden (Selva Negra). Tras finalizar sus estudios de doctorado, fue nombrado aquí administrador parroquial para el período 1995-1997.
Durante su estancia en Múnich, ejerció de párroco adjunto en la Heilig-Geist-Kirche. De 2002 a 2010, Hans-Peter Fischer fue el párroco principal de Donaueschingen.
De 2001 a 2010 sirvió a tiempo parcial como juez en los tribunales eclesiásticos de la Archidiócesis de Múnich y Frisinga, y de 2004 a 2010 en la archidiócesis de Friburgo.
De 2012 a 2013 dirigió el Centro Alemán de Peregrinos en Roma. En noviembre de 2016 el arzobispo Stephan Burger lo nombró Consejero Diocesano (Geistlicher Rat ad honorem). Entre el 2011 y el 2016 también impartió cursos en la Pontificia Universidad Gregoriana. 
El 10 de julio de 2017 el Papa Francisco nombró a Fischer Prelado auditor de la Rota.

## Reconocimientos
- Capellán conventual "ad honorem" de la Soberana Orden Militar de Malta(2013).
- Caballero Comendador con placa de la Orden Ecuestre del Santo Sepulcro de Jerusalén (2016).
- Caballero de la Orden de los Santos Mauricio y Lázaro (2016).
- Miembro de la Archicofradía de Santa Maria dell'Anima (2012).
- Miembro de la Venerable Archicofradía de Sant'Anna de' Palafrenieri (2015).
- Miembro de la Archicofradía de Geigeißelten Heiland auf der Wies (2020).
- Miembro de la Archicofradía Universal de Santa Maria de Guadalupe (2022).

## Publicaciones
- Die Freiburger Erzbischofswahlen 1898 und der Episkopat von Thomas Nörber. Freiburg/München: Alber Verlag. 1997. ISBN 3-495-49941-5.

- Der Campo Santo Teutonico – eine deutschsprachige Exklave im Vatikan (edd. Hans-Peter Fischer e Albrecht Weiland). Regensburg: Schnell & Steiner. 2016. ISBN 978-3-7954-3149-5.